# Corydalis-Alkaloide

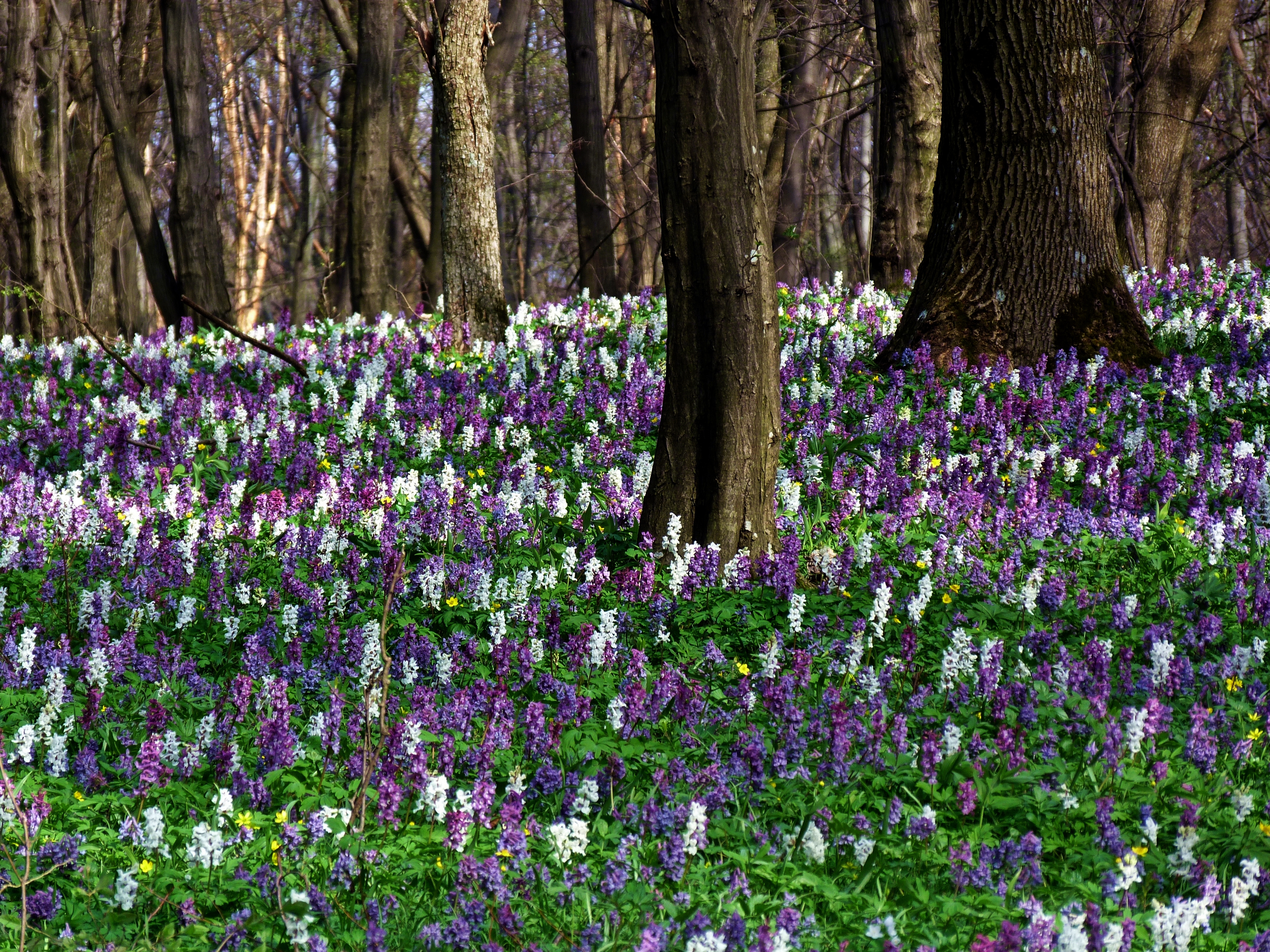
Hohler Lerchensporn (Corydalis cava)

Corydalis-Alkaloide sind Naturstoffe des Isochinolin-Alkaloid-Typs.

## Vorkommen
Corydalis-Alkaloide werden in den Wurzeln des Hohlen Lerchensporns und einiger anderer Corydalis-Arten gefunden.

## Vertreter
Zu den Corydalis-Alkaloiden zählen d-Tetrahydrocoptisin (wird auch als d- bzw. (+)-Stylopine bezeichnet), d-Canadin und Hydrohydrastinin.

d- bzw. (+)-Stylopin
d- bzw. (+)-Canadin
Hydrohydrastinin

## Eigenschaften
Die Corydalis-Alkaloide wirken z. T. narkotisch und muskellähmend. Die gepulverten Wurzelstöcke der Corydalis-Alkaloid-haltigen Pflanzen wurden früher volkstümlich als wurmtreibendes und menstruationsförderndes Mittel verwendet.